# Georges Stuber
Georges Stuber est un joueur de football suisse né le 11 mai 1925 à Zoug et mort le 16 avril 2006. 

## Biographie
Il évoluait au poste de gardien de but. Lors de la Coupe du monde de 1950, au Brésil, ses parades avaient permis à l'équipe de Suisse de faire match nul 2-2 contre le pays hôte.

## Clubs successifs
- 1946-1948 : FC Lucerne
- 1948-1959 : Lausanne-Sports
- 1959-1961 : Servette FC

## Palmarès
- Coupe de Suisse en 1950 avec Lausanne-Sports

## Équipe nationale
14 sélections
- Première sélection : Belgique - Suisse 3-0, le 2 octobre 1949 à Bruxelles
- Dernière sélection : Suisse - Autriche 2-3, le 1er mai 1955 à Berne